# Château de Pardailhan
Pour les articles homonymes, voir Château des Pardailhan.
Le château de Pardailhan est une ancienne demeure seigneuriale bâtie vers 1650. Cet édifice est situé dans le village de Pardailhan, département de l'Hérault.

## Historique
Le château de Pardailhan est construit vers 1650, par la famille de Brugairoux, au hameau de Pontguiraud, à l'emplacement d'une ferme et d'un péage seigneurial, situé sur l'ancienne route reliant Castres à Béziers.
Depuis le XVIe, l'ancien château fortifié de Pardailhan, près du hameau de Pardailho, était en ruines. La seigneurie de Pardailhan appartenait à cette époque, pour une moitié au roi, et pour l'autre moitié à des co-seigneurs. Les Brugairoux, propriétaires d'un fief à Pardailhan, depuis le XVe, ont peu à peu racheté toutes les parts de la co-seigneurie; la construction du château, au centre de leur domaine seigneurial, à Pontguiraud,  leur permet d'affirmer leur autorité.
Le cahier des biens nobles de Pardailhan, annexé au compoix de 1670, indique que «M. Marquis de Brugayroux seigneur de Pardailhan, possède noblement: un château, basse-cour, jasse et tours, assis au masage de Pontguiraud, avec sa fausse braye autour du dit château».
En 1673, les héritiers Brugairoux doivent vendre le château et la co-seigneurie de Pardailhan à leur cousin François de Portes. Ce dernier achète en 1676 la part seigneurial appartenant au roi (il en devient seigneur engagiste). En 1696, il est déclaré «seigneur foncier direct et universel de la baronnie de Pardailhan» par la cour des comptes de Montpellier, et il prend désormais le titre de baron de Pardailhan; il exerce une autorité tyrannique sur les habitants et multiplie les procédures pour obtenir le règlement de droits seigneuriaux parfois tombés en désuétude.
En cette période de réaction seigneuriale, le château devient  le symbole du pouvoir du seigneur, avec notamment l'installation d'une cour de justice.

La famille de Portes tient à affirmer le caractère féodal de ses droits: « il y a le château du seigneur, édifices adjacents, fausse-braye, qui confronte le grand chemin et pré rural du dit seigneur, il sert de retraite aux habitants pour leurs effets en temps de guerre ou trouble, pourquoi au dit temps ils y font garde jour et nuit ».

François Joseph de Portes est le dernier de cette famille à posséder Pardailhan: Président au Parlement de Toulouse, il appartient à l'élite riche et cultivée de la noblesse de robe languedocienne; il est fait Marquis, par lettres patentes du roi en 1747. Il vend, en 1750 le domaine et la baronnie de Pardailhan à François de Treil, anobli  depuis peu par une charge de conseiller secrétaire du roi, et qui souhaite conforter sa noblesse par l'achat d'un château et d'une seigneurie.
La famille de Treil de Pardailhan a procédé à de nouveaux aménagements, comme le prouve une inscription dans les cuisines du château.
Le lieu reste marqué par la personnalité du baron Thomas de Treil de Pardailhan, dernier seigneur de Pardailhan, député de Paris à l'Assemblée législative. Les Treil de Pardailhan ruinés doivent vendre en 1829 le domaine et le château à André Tissié-Sarrus, un riche banquier protestant de Montpellier. Ce dernier agrandit considérablement la propriété, qui s'étend à son apogée sur plus de 700 hectares.
À partir de 1880, le domaine de Pardailhan est démembré et vendu aux habitants, par les enfants Tissié. Le château devient un lieu de villégiature, pour Gaston Gautier grand propriétaire terrien de Narbonne et botaniste renommé, qui plante les conifères du parc, qu'il a introduit dans la région. De 1908 à 1926, le château et son bois sont la propriété de la famille Mazauric Beaulieu, descendante des Treil de Pardailhan.

## Personnalités liées au château
- François Joseph de Portes de Pardailhan, marquis de Portes, baron de Pardailhan, seigneur de Villespassans et Assignan, a été propriétaire du château et de la seigneurie de 1712 à 1750. Il était président au Parlement de Toulouse, descendant par sa mère de l'influente famille Bertier de parlementaires toulousains.
- Thomas de Treil de Pardailhan, dernier seigneur baron de Pardailhan, a possédé le château de 1782 à 1806. Partisan de la Révolution, il a été élu député du département de Paris à l'Assemblée législative, puis désigné maire de Pardailhan sous la Restauration.
- Jean-Baptiste-Charles Legendre de Luçay, Premier préfet du Palais de l'Empereur Napoleon 1er, et son épouse Jeanne Charlotte Papillon d'Auteroche, Dame d'atours de l'Impératrice,  ont acheté le château et le domaine aux enchères en 1806 et l'ont revendu en 1809 à Charlotte Gautier de Vinfrais, épouse de Thomas François de Treil de Pardailhan.
- André Tissié a été le fondateur de  la banque Tissié-Sarrus, devenue l'un des plus importants établissements financiers de la région, et il a possédé le domaine et château de Pardailhan à partir de 1829, acheté à Charlotte Gautier de Vinfrais, et transmis après son décès à son fils Louis Tissié.
- Gaston Gautier était un botaniste narbonnais réputé et un grand propriétaire terrien. Il a planté les conifères du parc du château dont il était propriétaire de 1884 à 1908.